# محمود سونميز
محمود سونميز (بالتركية: Mahmut Sönmez)‏ (25 يناير 1990 بروتردام في هولندا - ) هو لاعب كرة قدم تركي في مركز جناح. لعب مع نادي بروسيا مونستر.

## وصلات خارجية
- محمود سونميز على موقع قاعدة بيانات كرة القدم.إي يو (الإنجليزية)
- محمود سونميز على موقع بيانات كرة القدم. دي إي (الألمانية)
- محمود سونميز على موقع Soccerway.com (الإنجليزية)
- محمود سونميز على موقع عالم كرة القدم.نت (الإنجليزية)